# Prosimulium calabrum
Prosimulium calabrum är en tvåvingeart som beskrevs av Rivosecchi 1966. Prosimulium calabrum ingår i släktet Prosimulium och familjen knott.
Artens utbredningsområde är Italien. Inga underarter finns listade i Catalogue of Life.